# دينيس داي
دينيس داي (بالإنجليزية: Dennis Day)‏ (و. 1916 – 1988 م) هو مغني، وممثل، وممثل تلفزيوني، وعسكري، ومقدم برامج إذاعية، من الولايات المتحدة الأمريكية، ولد في مدينة نيويورك، ويحمل رتبة عسكرية ضابط، توفي في لوس أنجلوس، عن عمر يناهز 72 عاماً بسبب التصلب العضلي الجانبي.

## التعليم
تعلم في Manhattan University ‏.

## الخدمة العسكرية
خدم في بحرية الولايات المتحدة.

## وصلات خارجية
- دينيس داي على موقع IMDb (الإنجليزية)
- دينيس داي على موقع ميوزك برينز (الإنجليزية)
- دينيس داي على موقع أول موفي (الإنجليزية)
- دينيس داي على موقع قاعدة بيانات الأفلام السويدية (السويدية)
- دينيس داي على موقع إن إن دي بي (الإنجليزية)
- دينيس داي على موقع ديسكوغز (الإنجليزية)
- دينيس داي على موقع قاعدة بيانات الفيلم (الإنجليزية)
- دينيس داي على موقع كينوبويسك (الروسية)